# Sygma
Sygma était une agence photographique française fondée en 1973 exploitée par la société Corbis Sigma, filiale de l'agence Américaine Corbis Corporation . Elle a été une des principales agences internationales des années 1970 à 1990 avec Gamma et Sipa Press.

## Présentation
L'agence de presse Sygma est fondée sur le rachat de l’agence APIS le 14 mai 1973 par Hubert Henrotte à la suite de la scission survenue entre les actionnaires de l’agence Gamma Presse Images, dont Hubert Henrotte, photographe au Figaro, avait été le fondateur avec Hugues Vassal, Alain Noguès, Léonard de Raemy, Gilles Caron, Raymond Depardon, James Andanson et le commercial Jean Monteux, venu de l’agence Reporters Associés.  
Des investissements dans le monde de la télévision et des filiales médiocres entrainèrent l'agence photo vers la cessation de paiements.
En juillet 1987, Robert Maxwell acquiert 25 % puis 30 % du capital. En mars 1990, les 70 % restants sont rachetés par Oros Communication qui cède ses parts en août 1996 à Nicephore Communication, une société anonyme à conseil d'administration, dont le président est Jean-Marc Smadja et l'un des administrateurs Kenneth Socha, Senior Managing Director de Perseus.
En 1992, Sygma possédait deux bureaux importants aux États-Unis (Los Angeles et New York), un bureau à Londres et un à Budapest.
En 1998, une crise dans la société aboutit au départ du fondateur, Hubert Henrotte, et de son épouse, Monique Kouznetzoff. Le nouveau président, Jean-Marc Smadja, vend ses actions (51 % du capital) à Franck Pearl, président de Perseus, qui est propriétaire de Sygma.
Bill Gates rachète l'agence à Perseus en juin 1999 par le biais de sa société Corbis. En 2001, 90 personnes dont 42 photographes sont touchées par un plan social et licenciées. L'agence, fortement déficitaire depuis plusieurs années, est mise en liquidation judiciaire en mai 2010, avec 37 millions d'euros de dettes financiéres,.
Sygma possédait 40 millions d'images, les archives sont aujourd'hui conservées à Garnay (Eure-et-Loir),,.
Le 29 juin 2011, une plainte pour « délit d'organisation frauduleuse d'insolvabilité, abus de bien social et abus de confiance » est déposée devant le tribunal de grande instance de Paris par cinq anciens employés de la société. Le dossier est instruit par le juge Renaud Van Ruymbeke depuis juin 2012,. 
Génération Sygma, le livre photo conçu par Michel Setboun retraçant les évènements, est présenté au festival Visa pour l'image en septembre 2013.